# Museo de Arte Contemporáneo Atchugarry
El Museo de Arte Contemporáneo Atchugarry (MACA) está ubicado en Manantiales, departamento de Maldonado, Uruguay.

## Proyecto
El museo fue impulsado por el escultor uruguayo Pablo Atchugarry y llevado adelante por la fundación que también lleva su nombre. El edificio fue obra del arquitecto Carlos Ott. Para la construcción del mismo se utilizó la especie de eucaliptus red grandis, consta de una amplia superficie y cuenta con cuatro salas de exposiciones, una sala multifuncional y una sala de cine. Desde la puesta en marcha del proyecto, fue denominado como el "primer museo permanente de arte contemporáneo" en Uruguay.
Fue inaugurado el 8 de enero de 2022 con una exposición antológica de Christo y Jeanne-Claude, el evento inaugural contó con la participación del presidente de la República Luis Lacalle Pou así como de destacadas figuras del arte y la cultura de Uruguay y el exterior. Al tiempo de su inauguración, la revista Condé Nast Traveller lo destacó como uno de los mejores nuevos museos en lista internacional. 
El museo se encuentra sobre la ruta 104, la cual lleva el nombre del hermano de Pablo Atchugarry, el fallecido político Alejandro Atchugarry. 

## Colección
En su acervo inicial se incluyen 500 piezas entre las que se encuentran obras de Wifredo Lam, Vik Muniz, Louise Nevelson, Frank Stella y Joaquín Torres García entre muchos otros.